# ケベスマン
ケベスマンとは、2008年7月8日ペルーのカンタ郡 (Canta) にあるサンタ・ローザのケベス (Quives)で撮影された映像に偶然映り込んだ”歩く植物”である。UMAにも分類されている。
全長は約1メートル前後で歪な動きで二足歩行をする様子が発見されている。この生物が映り込んだ映像が放映された直後には全く話題になっておらず、実際にその生物が写りこんでたところが発見されたのは約一年後である。

## メディアの反応
放映後、その異常な光景はすぐにメディアに広がり、カンタ郡市内を中心に空前のケベスマンブームを巻き起こした。しかし撮影を行ってたスタッフ達の不自然な反応が視聴者たちに疑問を生じさせた為、フェイク説が濃厚となっている。

## その他の特徴
また多数の目撃情報が有り体に何本もの触手を巻き付けていたり毒粉を大量に撒き散らしなが襲ってきたりなど攻撃的な特徴もある。全身の草が枯れたため息絶えた死骸なども発見されていたりする。